# Académie internationale d'héraldique
L'Académie internationale d'héraldique (in italiano Accademia internazionale di araldica) è una prestigiosa istituzione fondata a Parigi nel 1949 con lo scopo di riunire gli esperti di araldica presenti nelle varie regioni del mondo; attualmente la sua sede sociale è a Ginevra ma dispone di una biblioteca presso gli Archivi nazionali di Parigi. L'ammissione si ha per elezione e il numero degli accademici "attivi" è limitato a 75 mentre non ci sono limiti per i membri associati. L'assemblea generale si tiene di norma una volta l'anno presso la sede dell'Académie in Svizzera. Lo scopo dell'associazione è centralizzare gli studi araldici sulla base della più ampia possibile cooperazione internazionale. Le proposte per l'ammissione sono indirizzate all'Académie in forma scritta e devo avere il sostegno di un membro del consiglio.
Su base biennale vengono tenuti i Colloqui internazionali di araldica, questi si sono tenuti a Bressanone nel 1981, a Montmorency (Francia) nel 1983, a La Petite-Pierre (Francia) nel 1989, a Caceres (Spagna) nel 1991 e vicino al Castello di Stirling nel 2013.
Nel 2005 una associazione con lo stesso nome è stata fondata da Alfonso Ceballos Escalera, araldo  Castille et Léon, precedente membro dell'Académie da cui fu espulso nel 2003 per misura disciplinare.

## Presidenti
- Gaston Stalins (1949-1952)
- Paul Adam-Even
- Jean-Claude Loutsch (1980-2001)
- Michel Popoff

## Membri più prestigiosi dell'Académie
- Claire Boudreau
- D'Arcy Boulton
- Luigi Borgia (nato a Roma nel 1941 e morto ad Arezzo nel 2023) (già direttore dell'Archivio di Stato di Arezzo e professore di Araldica presso la Scuola di Archivistica, Paleografia e Diplomatica dell'Archivio di Stato di Firenze)
- Cecil Humphery-Smith
- Michel Pastoureau
- Hervé Pinoteau (precedente vice presidente dell'Académie Internationale d'Héraldique e storico).
- Elizabeth Roads
- Gerard Slevin
- Hallvard Trætteberg
- Auguste Vachon
- Robert Watt